# Сметанка, Никита Павлович
Никита Павлович Сметанка (02.06.1929 — ?) — бригадир колхоза «Звезда» Сорокского района Молдавской ССР, Герой Социалистического Труда (30.04.1966).
Родился в селе Раковец, ныне Сорокский район Молдавии.
Работал там же: в 1949—1954 гг. рядовой колхозник, в 1954—1973 гг. бригадир табаководческой бригады колхоза «Звезда» («Стява»).
В 1960—1964 годах в его бригаде выращено в среднем за год на площади 80 га по 19,5 ц / га табака, а в 1965 г. на площади 83 га — по 21,3 ц / га. За эти достижения присвоено звание Героя Социалистического Труда (30.04.1966).
С 1973 года бригадир по кормопроизводству.
Делегат III Всесоюзного съезда колхозников (1969).